# Чернушенко, Дэвид
Дэвид Чернушенко (англ. David Chernushenko; род. в июне 1963, Калгари, Альберта) — канадский политик, автор экологических фильмов и режиссёр-документалист, живущий в г. Оттава, Онтарио. Член городского совета Оттавы с 2010 г., бывший первый заместитель лидера Зелёной партии Канады, один из претендентов на пост лидера Зелёной партии в 2006 г.

## Биография
Окончил Университет Куинс в г. Кингстон по специальности «политология», также обучался в Кембридже по специальности «международные отношения».
Работал в Министерстве международного сотрудничества Канады, Министерстве иностранных дел и международной торговли Канады и участвовал в Программе ООН по окружающей среде. Также участвовал в различных комитетах и органах по вопросам жилья, образования и общественного здравоохранения. Владелец фирмы Green & Gold Inc. (с 1998 г.), консультирующей предприятия и организации по вопросам внедрения экологически безопасной практики. В 1998—2004 гг. служил в комиссии МОК по вопросам спорта и экологии.
Автор ряда книг по вопросам экологически чистого менеджмента, в том числе:
- Sustainable Sport Management (UNEP, 2001)
- Greening Our Games: Running Sports Events & Facilities that Won’t Cost the Earth (Centurion, 1994)
- Greening Campuses and their Communities (IISD/ACCC/UNEP, электронная публикация, 1996).

В 2001 г. стал одним из соучредителей канадского благотворительного фонда «Защитники чистого воздуха» (англ. Clean Air Champions), в котором спортсмены пропагандируют экологию и здоровый образ жизни в Канаде. Является директором кооператива Sustainable Ottawa Energy.
Баллотировался в качестве депутата городского совета на муниципальных выборах в Оттаве в 2010 году. Победил, набрав 41,34 % голосов. Был переизбран в 2014 году. Но на муниципальных выборах 2018 года потерпел поражение.